# Macrothemis griseofrons
Macrothemis griseofrons är en trollsländeart som beskrevs av Philip Powell Calvert 1909. Macrothemis griseofrons ingår i släktet Macrothemis och familjen segeltrollsländor. Inga underarter finns listade i Catalogue of Life.